# Affinghausen

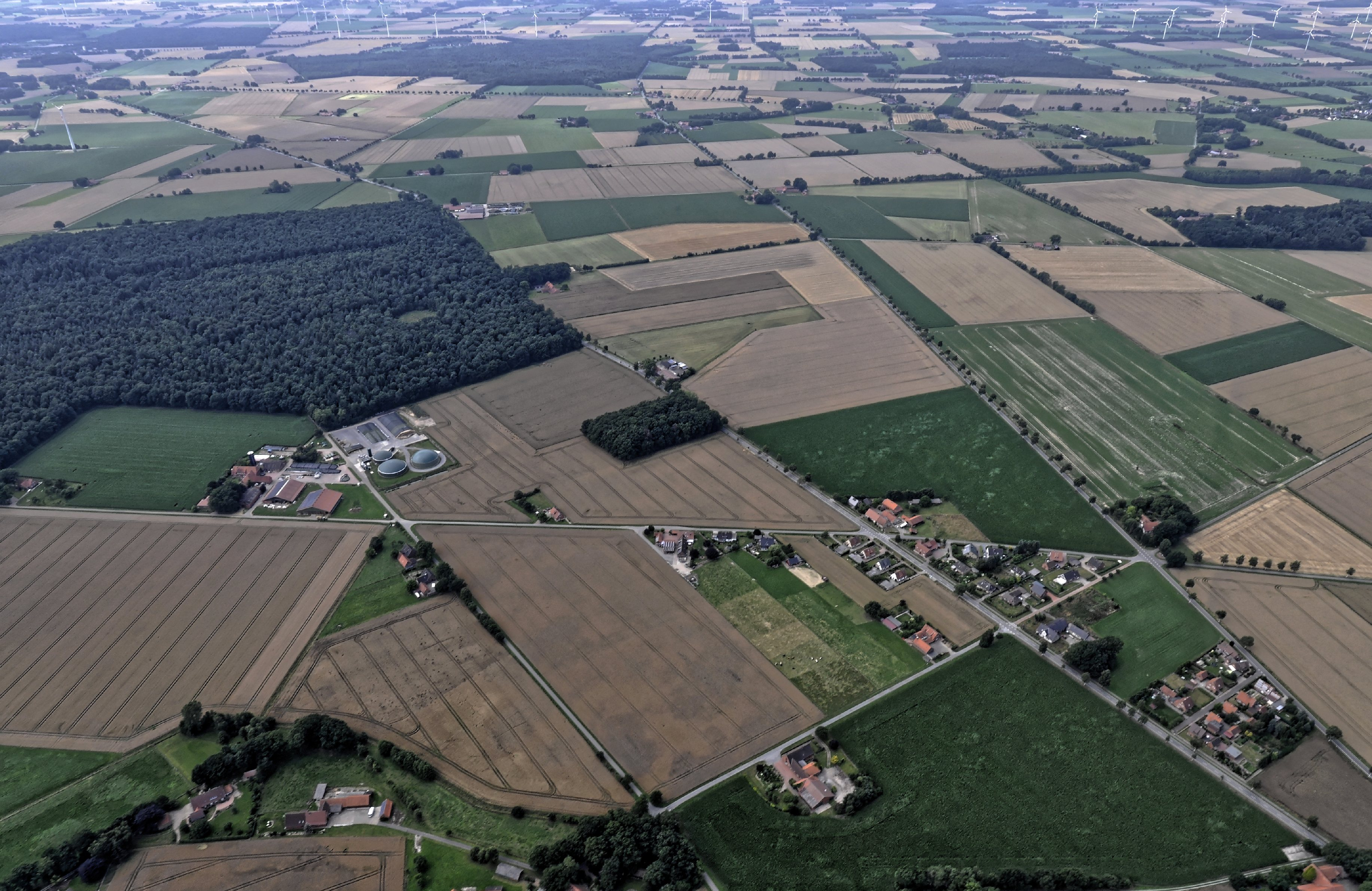
Ein Teil von Affinghausen

Affinghausen (niederdeutsch Affinghusen oder Affjehusen) ist eine Gemeinde im Landkreis Diepholz in Niedersachsen (Deutschland). Sie ist Mitgliedsgemeinde der Samtgemeinde Schwaförden.

## Geografie

### Gemeindegliederung
- Affinghausen
- Dörriesloh
- Eitzen
- Hagen

### Nachbargemeinden
Gemeinden im Umkreis: Schwaförden (6 km), Scholen (10 km), Bruchhausen-Vilsen (10 km), Bassum (13 km), Asendorf (8 km), Sulingen (15 km) und Maasen (9 km).
Weitere Gemeinden im näheren Umkreis: Sudwalde (3 km), Staffhorst (9 km), Mellinghausen (9 km), Siedenburg (10 km) und Neuenkirchen (10 km).

## Geschichte

### Ortsname
Frühere Ortsnamen von Affinghausen waren in den Jahren 1124 Affenhusen, um 1265 Offinghusen und um 1330 Affinghusen.
Eine überzeugende Deutung lautet so, dass es sich um die Siedlung der Leute oder der Sippe des Affo oder Agifo (dazu alte Vornamen wie Agafrid, Agefrid, Agfrid, Egfrid, Egfried, Afried oder Aifred) handelt. Der erste Namensteil rührt wahrscheinlich von Ecke oder Egge als „Spitze (des Schwertes)“.

### Einwohnerentwicklung
Historische Entwicklung – Hofstellen
| Jahr | Anzahl Hofstellen | Quelle |
| ---- | ----------------- | ------ |
| 1608 | 20                |        |
| 1667 | 26                |        |
| 1755 | 41                |        |
| 1816 | 61                |        |

Einwohnerentwicklung ab 1885
| Jahr | Einwohner | Quelle |
| ---- | --------- | ------ |
| 1885 | 428       | [ 3 ]  |
| 1910 | 640       | [ 4 ]  |
| 1933 | 688       | [ 3 ]  |
| 1939 | 661       | [ 3 ]  |
| 1950 | 11130     | [ 5 ]  |
| 1956 | 848       | [ 5 ]  |
| 1973 | 965       | [ 6 ]  |
| 1975 | 0942 ¹    | [ 7 ]  |
| 1980 | 0969 ¹    | [ 7 ]  |
| 1985 | 0921 ¹    | [ 7 ]  |

| Jahr | Einwohner | Quelle |
| ---- | --------- | ------ |
| 1990 | 849 ¹     | [ 7 ]  |
| 1995 | 941 ¹     | [ 7 ]  |
| 2000 | 938 ¹     | [ 7 ]  |
| 2005 | 907 ¹     | [ 7 ]  |
| 2010 | 835 ¹     | [ 7 ]  |
| 2015 | 832 ¹     | [ 7 ]  |
| 2016 | 842 ¹     | [ 7 ]  |
| 2017 | 856 ¹     | [ 7 ]  |
| 2018 | 859 ¹     | [ 7 ]  |
| 0    | 0         | 0      |

¹ jeweils zum 31. Dezember
|  |

## Politik

### Gemeinderat
Der Gemeinderat aus Affinghausen setzt sich aus neun Ratsfrauen und Ratsherren folgender Partei zusammen:
- WGA: neun Sitze

(Stand: Kommunalwahl am 11. September 2021)

### Bürgermeister
Der Bürgermeister ist Jürgen Köberlein (WGA). Seine Stellvertreter sind Petra Hische (WGA) und Holger Brüning (WGA).

### Wappen
Das Kommunalwappen der Gemeinde Affinghausen wurde von dem Autor Hans Ehlich entworfen und vom Heraldiker und Autor Werner Kaemling gezeichnet.
| Wappen von Affinghausen | Blasonierung: „Im geteilten Schild im oberen Teil in Gold ein grüner Bickbeerzweig mit blauen Beeren. Unten in Gold und Schwarz geständert das sogenannte verschobene Kreuz (Burgunderkreuz) der Grafschaft Bruchhausen.“ |
| Wappen von Affinghausen | Wappenbegründung: Affinghausen hat früher zur Grafschaft bzw. zum Amt Bruchhausen gehört. Hierauf deutet das verschobene Kreuz hin. Auf die starke Bindung zu Bremen weist der Zweig mit den Beeren hin: Die Einwohner pflegten alle möglichen landwirtschaftlichen Produkte in der Hansestadt zu verkaufen und wurden daher scherzhaft (insbesondere wegen der Veräußerung von Heidelbeeren) als Bickbeernbuern bezeichnet. |

## Bauwerke
In der Liste der Baudenkmale in Affinghausen sind fünf Baudenkmale aufgeführt.

## Vereine
- Freiwillige Feuerwehr, gegründet am 13. Februar 1921 anlässlich eines vorhergehenden Großbrandes im Herbst 1920
- Schützenverein Affinghausen
- FC AS Hachetal e. V.
- TSV Affinghausen von 1928 e. V.
- Kameradschaft ehemaliger Soldaten Affinghausen e. V.

## Öffentliche Einrichtungen
In Affinghausen befindet sich ein Pflegeheim. Nächstgelegene Krankenhäuser sind die Kliniken Bassum und Sulingen (gehören zum Krankenhausverbund Landkreis Diepholz).

## Persönlichkeiten

### Söhne und Töchter der Gemeinde
- Sylvia Daniel (1950–2010), Zeitarbeits-Unternehmerin und Stifterin

### Personen, die mit der Gemeinde in Verbindung stehen
- Walter Friedrich (1883–1968), Biophysiker, lebte und arbeitete in der Zeit des Zweiten Weltkrieges und in der Nachkriegszeit bis 1947 in Affinghausen
- Gerd Kadzik (* 1929), lebt und arbeitet seit 1970 als Kunstmaler und Graphiker in Affinghausen
- Rainer Kaune (* 1945), Autor, Rezitator, Vortragsredner, Herausgeber und Pädagoge, ein wichtiger Schulort war für ihn Affinghausen